# Wojciech Tylkowski
Wojciech Tylkowski, né le 19 avril 1624 à Pułtusk, dans la Mazovie, Pologne, et mort à Varsovie le 14 janvier 1695, est un théologien jésuite polonais.

## Biographie
Entré dans la province de Lituanie de la Compagnie de Jésus à Vilnius en 1645, il étudie les humanités et puis la philosophie (dans les collèges de Orcha et Polotsk), puis enseigne (1651-1655) la rhétorique et la mathématique dans les collèges de Polotsk et de Nieśwież. Ses études de théologie sont interrompue par la guerre avec les cosaques et avec les Suédois, et il les reprend à Poznań en 1655, et les continue à Prague jusqu'en 1659, où il est également ordonné prêtre. Il se consacre alors pendant deux ans à la cura animarum à Bratislava.
Il retourne ensuite en Pologne et il y enseigne la théologie morale, l'hébreu, la philosophie et les mathématiques dans différents endroits : à Brunsberg (1662-66), puis à Varsovie (1666-70).
Il passe ensuite trois ans au Vatican (1670-73) comme pénitentiaire à la Basilique Saint-Pierre, et de 1673 à 1675 il est recteur du séminaire pontifical. 
Il est ensuite missionnaire auprès de deux évêchés en Pologne (Płock, Poznań). Il retourne ensuite à l'enseignement de la théologie morale et des mathématiques d'abord à Płock (1683-85) et ensuite à Varsovie (1685-92). Tylkowski publie, en latin et en polonais, un grand nombre d’ouvrages et opuscules se rapportant surtout à la spiritualité, la philosophie et la théologie.

## Œuvres
- Philosophia curiosa seu quaestiones et conclusiones curiosae de universa Aristotelis philosophia ad genium et ingenium huius saeculi formatae et propositae, Warszawa, 1669.